# Eberhard Weber
Eberhard Weber (* 22. ledna 1940, Stuttgart) je německý kontrabasista a hudební skladatel. Je řazen k jazzu, minimalismu či ambientní hudbě, ale některé jeho skladby ctí i postupy klasické hudby.

## Život
Byl synem učitele hudby a dostal klasický výcvik. V roce 1973 nahrál první sólovou desku The Colours Of Chloë. Poté poskládal skupinu Colours (první složení: Charlie Mariano, Rainer Brüninghaus a Jon Christensen), jejich první album Yellow Fields vyšlo v roce 1975. Na konci osmdesátých let 20. století se kapela rozpadla. Poté začal intenzivně spolupracovat s Kate Bushovou, vydali spolu v 80. letech tři alba: The Dreaming (1982), Hounds of Love (1985) a The Sensual World (1989). Ke spolupráci se vrátili v roce 2005 deskou Aerial.
K jeho tradičním spolupracovníkům patří též Wolfgang Dauner, norský saxofonista Jan Garbarek, s nímž spolupracoval na deseti deskách, či nizozemský trumpetista Ack van Rooyen. Dvě desky hrál též s vibrafonistou Gary Burtonem, jednu s kytaristou Patem Methenym, dvě s Ralphem Townerem a jednu s klavíristou Malem Waldronem.
V roce 2007 ho postihla mozková příhoda, kvůli níž není již schopen hrát na kontrabas. Začal tedy hrát na klávesy a ke svým starým basovým sólům přimíchává klávesový part. Tak vznikla poslední alba Résumé (2012) a Encore (2015). Album Hommage à Eberhard Weber (2015) je kompilací jeho skladeb a poctou jeho přátel a spolupracovníků.